# Sant'Orsola Terme
Sant'Orsola Terme là một đô thị ở tỉnh Trento ở vùng Trentino-Alto Adige/Südtirol của Ý, tọa lạc cách 15 km về phía đông bắc của Trento. Tại thời điểm ngày 31 tháng 12 năm 2004, đô thị này có dân số 933 người và diện tích là 15,4 km².
Sant'Orsola Terme giáp các đô thị: Bedollo, Baselga di Pinè, Palù del Fersina, Fierozzo, Frassilongo và Pergine Valsugana.